# Borgoña
Borgoña (en francés: Bourgogne) es una antigua región administrativa de Francia, situada al centro-noreste del país y que agrupaba a los departamentos de Yonne, Côte-d'Or, Nièvre y Saône-et-Loire. Limita al norte con las regiones de Isla de Francia y Champaña-Ardenas, al este con el Franco Condado, al sur con Ródano-Alpes y Auvernia y al oeste con Centro-Valle de Loira. Su capital era Dijon.  
Habitada, siguiendo el orden cronológico, por celtas, galos, romanos, galorromanos y varios pueblos germánicos, Borgoña fue una de las provincias tradicionales durante el Antiguo Régimen hasta 1790.
Conviene, no obstante, distinguir entre Burgundia y Borgoña. Burgundia fue un reino germánico que duró hasta el año 534, mientras que Borgoña fue una provincia del reino de los francos que ocupaba aproximadamente el mismo territorio que Burgundia, por lo que este mismo nombre es el utilizado para denominar a la región de Francia en la actualidad.

## Historia
La historia de Borgoña sigue el pasado del territorio que la antigua región administrativa francesa de Borgoña había retomado principalmente del antiguo ducado homónimo. Lo inscribe en la secuencia de los conjuntos geopolíticos que, en ese espacio y más allá, compartieron el mismo nombre.
Tierra de paso, abierta entre el norte y el sur, la región de Borgoña y sus recursos naturales han favorecido muy pronto la presencia del hombre. Desde el Homo erectus, la presencia del hombre ha sido continua en Borgoña, donde dejó abundantes vestigios. La crátera de Vix, objeto excepcional, da testimonio en particular de la presencia de las tribus celtas en el suelo de Borgoña. De Bibracte a Alesia, pasando por Autun, hay rastros de la conquista de la Galia por Julio César.
El primer reino que llevó el nombre de «Bourgogne», regnum Burgundiæ en latín («royaume de Burgondie»), fue obra de los burgundios una de las alianzas romanas con pueblos germánicos o turco-germánicos que llenaron el vacío de poder dejado por la decadencia de la parte occidental del Imperio romano. En los continuos enfrentamientos entre los romanos y los hunos, el reino burgundio al final ocupó lo que hoy son tierras fronterizas entre Suiza, Francia e Italia. Los burgundios se establecieron en la cuenca del río Rin gracias a un foedus del año 413 y su reino se amplió ocupando el valle del Saona hasta el Ródano y el Durance. Sus principales ciudades fueron Lyon y Ginebra. Su reino fue conquistado en el siglo VI por otra tribu germánica, los francos que hicieron asesinar al rey Segismundo y en 534 derrotaron a Gundemaro, el último rey burgundio, incorporando su territorio a su creciente imperio. Los brgundios dejaron en herencia una unidad territorial que perpetuó su nombre. A su vez, durante los siguientes diez siglos, en medio de continuas luchas, las familias dominantes de la historia —merovingios, carolingios, capetos, valois, borbones— borraron y volvieron a dibujar los límites y el estatus político de este territorio, dando al vocablo "Borgoña" acepciones diferentes.
La existencia moderna de Borgoña tiene sus raíces en la disolución del imperio franco. En la década de los años 880, había cuatro Borgoñas:
- el reino de Alta Borgoña (Transjurana), alrededor del lago de Ginebra;
- el reino de Baja Borgoña, en la actual Provenza;
- el ducado de Borgoña, al oeste del río Saona;
- el condado de Borgoña, al este del río Saona.

Los dos reinos de la Alta y la Baja Borgoña fueron reunidos en 937 y absorbidos por el Sacro Imperio Romano Germánico bajo Conrado II en 1032, como el reino de Arlés. El ducado de Borgoña fue anexionado por los franceses en 1004. El condado de Borgoña siguió estando vagamente asociado con el Sacro Imperio (independiente intermitentemente, de ahí el nombre de "Franche-Comté", y finalmente incorporado a Francia en 1678, con el tratado de Nimega).
Borgoña en la Edad Media vio nacer con las abadías de Cluny y de Cîteaux los más grandes movimientos de la reforma monástica. Las dos célebres abadías fueron durante muchos siglos tanto centros de ciencia dogmática, de pensamiento reformista, como centros de actividad económica y social, artísticos e incluso políticos de primer orden para toda Europa. Edificios como la basílica de Vézelay y la abadía de Fontenay aún dan testimonio de este resplandor.
Durante la guerra de los Cien Años, el rey Juan II de Francia cedió el ducado a su hijo menor, Felipe el Atrevido, sucesor por derecho de herencia y ligó Borgoña a la corona. El joven se reveló dotado de una habilidad política fuera de lo común, siendo el primero de los duques de Valois que marcaron profundamente su historia. Felipe II el Atrevido, Juan sin Miedo, Felipe el Bueno y Carlos el Temerario hicieron de su estado una gran potencia europea —en gran medida gracias a su política de matrimonios— que se convirtió en el rival del reino de Francia. Los territorios borgoñones estaban formados por una serie de feudos en ambas partes de la frontera (entonces en gran medida simbólica) entre el reino de Francia y el del Sacro Imperio Romano Germánico, e incluían a los actuales Países Bajos y Bélgica e iban desde Suiza al mar del Norte. Su corazón económico estaba en los Países Bajos, particularmente en Flandes y en Brabante. La corte en Dijon eclipsó a la corte francesa tanto económica como culturalmente. En Bélgica y en el sur de los Países Bajos un «estilo de vida borgoñón» aún significa «disfrutar de la vida, buena comida y un espectáculo extravagante».
Felipe el Bueno, fundador de la Orden del Toisón de Oro, hizo brillar su corte y extendió su fama hasta en Oriente. Su hijo Carlos el Temerario sofocó las revueltas de Gante en Flandes y de Lieja y elevó el estado borgoñón a su máximo apogeo. Enfrentado en la guerra de Borgoña a franceses, alsacianos y suizos, encontró la muerte en 1477 en la batalla de Nancy. Eso llevó definitivamente la parte propiamente borgoñona del ducado al dominio de la Corona francesa. Sin embargo, la hija de Carlos, María de Borgoña, gracias a su matrimonio con Maximiliano de Austria, logró retener el poder sobre los estados del norte, base de poder para el auge de los Habsburgo, cuyo descendiente Carlos V, nacido en Gante, nunca dejó de reclamar Borgoña, que será fuente de conflicto incesante con la monarquía francesa. Después de la muerte de María, su marido trasladó la corte primero a Malinas y más tarde al palacio de Coudenberg, en Bruselas, y desde allí gobernaron el resto del imperio, los Países Bajos (Países Bajos Borgoñones) y el Franco Condado, entonces aún un feudo imperial.
Convertida en real bajo Luis XI, la parte francesa de Borgoña mantuvo sus estados y su Parlamento, preservando así su individualidad hasta la Revolución francesa. Durante siglos, su historia se compone del eco de eventos importantes, de las transformaciones económicas generales y de las consecuencias de las revoluciones parisinas. Se casó con el destino de Francia y conoció los días oscuros de las ocupaciones. Grandes nombres como los de Bossuet, Rameau o Buffon, por nombrar solo algunos de los más ilustres borgoñones, continúan ilustrándola en el campo de las artes, las letras y las ciencias.
Con la Revolución francesa a finales del siglo XVIII, las unidades administrativas de las regiones desaparecieron, pero fueron reconstruidas durante la V República en los años 1970. La région administrativa de Borgona incluyó incluye la mayor parte del anterior ducado. El 1 de enero de 2016 se fusionó con el vecino Franco Condado para formar una gran región Borgoña-Franco Condado.
El desempeño económico de Borgoña se basó en la agricultura y la silvicultura. Como tierra de cría de ganado, Borgoña era famosa por sus carnes, aves y queso charolais, y también lo era por sus regiones viticolas que dieron lugar a vinos legendarios. Sin embargo, desde el siglo XVIII, la siderurgia, con sus maestros de forjas, ocupó un lugar en su economía y lideró, para facilitar su desarrollo, la construcción de una sólida infraestructura de vías de comunicación. El complejo industrial de Le Creusot, empresa familiar que permaneció durante ciento veinticuatro años en manos de los Schneider, y de Montceau-les-Mines en Saona y Loira fue la gloria de la industria pesada en Borgoña (carbón - acero) antes de declinar bruscamente a finales del siglo XX. Otras industrias animaron la región, como las industrias químicas (Autun - Chalon-sur-Saône) o las farmacéuticas (Dijon), antes de experimentar, a su vez, tiempos difíciles.
- Evolución de los conjuntos geopolíticos que han llevado el nombre de Borgoña
- Reino de Burgundia (534-834)
- Las cuatro Borgoñas: el ducado, el condado, la Borgoña transjurana, la Borgoña cisjurana con Provenza; las tres últimas fueron tierras del Sacro Imperio desde 1032.
- Los Estados borgoñones en su apogeo, bajo el reinado de Carlos el Temerario (1467-1477)
- La nueva región de Borgoña-Franco-Condado (2016), con sus ocho departamentos, coloreados según las provincias históricas que existieron hasta 1790 (Borgoña, en ocre, Franche-Comté, en verde, y Nivernés, en azul)

## Economía
La agricultura borgoñona es dinámica, poderosa y muy especializada: cereales (trigo y cebada en el Yonne y la Côte d’Or), aceite, ganadería bovina (Charolais, Morvan, Nivernais), viticultura con los vinos borgoñones (Côte de Beaune, Nuite, Hautes-Côtes, Côte Chalonnaise, Mâconnais, Beaujolais).
La industria, que se ha desarrollado desde el siglo XIX (carbón de Montceau-les-Mines, siderurgia del Creusot, minas de La Machine), conoció un nuevo auge después de 1945, particularmente en el valle del Saône (Mâcon, Chalon-sur-Saône), Dijon y el departamento de Yonne. En cambio, el norte de la región, pobre en grandes empresas, ha visto cómo se instalaban industrias menos pesadas, más diversificadas y menos vulnerables: química, industria farmacéutica, electrónica, transformación del plástico, papelería, industrias mecánicas y de automóviles, industrias agroalimentarias… 
Finalmente, el comercio exterior y el turismo (gastronomía, historia, cultura, turismo verde en el parque natural del Morvan) proporcionan a la región importantes recursos complementarios.

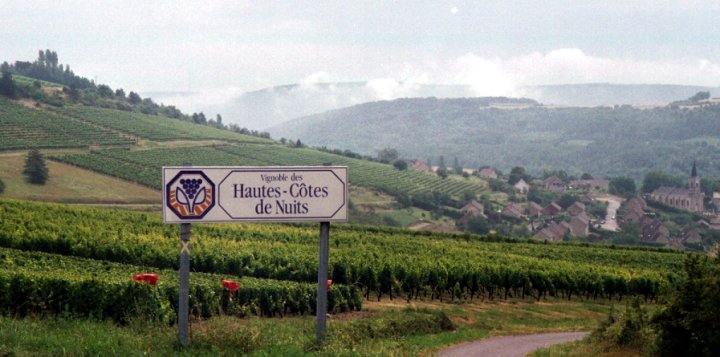
Viñedos de la Haute Côte des Nuits.

## Geografía
Tiene una superficie de 31.582 km², que para efectos comparativos es similar a la de Cataluña.
Al norte, la baja Borgoña es una región de llanuras sedimentarias: engloba el Sénonais agrícola y la región de Othe forestal, que domina los valles del Yonne y del Armançon.
Al este, las regiones del Saône corresponden a llanuras de hundimiento cubiertas de praderas y campos (trigo, maíz, cultivo de hortalizas).
En el centro', las mesetas borgoñesas, calizas, se inclinan hacia el noroeste, pero descienden bruscamente hacia el sureste; comprenden el Auxerrois, plataforma pedregosa donde se ha establecido la vid (Chablis), el Tonnerrois, de altitud más baja, el Châtillonais, región pobre donde la agricultura conoce dificultades, la encrucijada dijonesa y la Côte d’Or, última pendiente abrupta de la “montaña”, que alberga uno de los viñedos más famosos de Francia. El Morvan, antiguo macizo forestal, está rodeado de llanuras arcillosas donde se practica la ganadería, cortadas por la depresión hullera
Es un lugar turístico muy factible debido a los bajos precios de hoteles-hostales y a que los paisajes son hermosos.
Cada año hay más turistas, en torno al millón de personas que se acercan a este maravilloso lugar.

## Demografía
La población de Borgoña es muy densa  igualmente repartida. Se concentra cerca de las grandes vías de comunicación, mientras que el Morvan está prácticamente al completo todos los días. Actualmente, Borgoña está mucho menos poblada que en 1881. 
Desde 1990, el desequilibrio demográfico se ha acentuado entre Borgoña y las regiones dominantes que la rodean (Île-de-France y Rhône-Alpes). En tanto que estas dos experimentan unos fuertes crecimientos demográficos, Borgoña cae en el estancamiento y envejecimiento, dado que la región atrae más a los jubilados que a los jóvenes.

## Deporte
La región de Borgoña cuenta con equipos profesionales de fútbol (Auxerre y Dijon FCO), baloncesto (Élan Sportif Chalonnais y JDA Dijon) y balonmano (Dijon Bourgogne).
El autódromo de Dijon-Prenois fue sede del Gran Premio de Francia de Fórmula 1 en las décadas de 1960 a 1980, y otros campeonatos internacionales de automovilismo en las décadas de 1990 y 2000. En tanto, Magny-Cours ha sido sede del Gran Premio de Francia de Fórmula 1, el Gran Premio de Francia de Motociclismo y el Bol d'Or.

## Gastronomía
Borgoña es conocida por sus vinos, pero también destaca por diferentes especialidades culinarias como el "bœuf bourguignon", los caracoles, la mostaza de Dijon o el "jambon persillé" (jamón con perejil).